# مابافيل (ميزوري)
مابافيل (بالإنجليزية: Mapaville)‏ هي إحدى المجتمعات الفردية (غير مصنفة) في ولاية ميزوري في الولايات المتحدة الأمريكية.